# Leo Dietz
Leo Dietz (* 25. Januar 1967 in Augsburg-Göggingen) ist ein deutscher Politiker (CSU). Er ist seit 2023 Mitglied des Bayerischen Landtags.

## Leben
Dietz absolvierte 1982 in Göggingen den Qualifizierenden Hauptschulabschluss und begann daraufhin eine Ausbildung zum Kfz-Mechaniker, die er 1985 abschloss. Danach arbeitete er als Elektrohelfer und Chemiearbeiter, bis er 1990 eine weitere Ausbildung als Datenverarbeitungskaufmann begann. Diese schloss er 1992 ab, schlug dann jedoch eine Laufbahn als Gastronom ein: zunächst als Betriebsleiter Gastronomie in der Messerschmitt AG und seit 2000 als Geschäftsführender Gesellschafter in der Howdy Gaststättenbetriebs-GmbH in Augsburg.

## Politik
2005 trat Dietz der CSU bei. Seit 2008 ist er Mitglied des Augsburger Stadtrats, seit 2020 als Fraktionsvorsitzender. Innerhalb der CSU ist er seit 2017 Vorsitzender des Ortsverbands Augsburg-Bergheim, seit 2015 Vorsitzender des Kreisverbands Augsburg-West und seit 2021 Bezirksvorsitzender der Kommunalpolitischen Vereinigung (KPV) der CSU.
Bei der Landtagswahl in Bayern 2023 wurde er im Stimmkreis Augsburg-Stadt-West als Direktkandidat gewählt und ist somit seit 30. Oktober 2023 Abgeordneter im Bayerischen Landtag. Dort ist er Mitglied des Ausschusses für Ernährung, Landwirtschaft, Forsten und Tourismus und des Ausschusses für Umwelt und Verbraucherschutz.